# Cathy Nagel
Cathy Nagel (ur. w 1948 w Seattle) – amerykańska narciarka alpejska.

## Kariera
W zawodach Pucharu Świata pierwsze punkty wywalczyła 16 marca 1968 roku w Aspen, gdzie zajęła czwarte miejsce w slalomie. Walkę o podium przegrała ze swą rodaczką, Kiki Cutter o 0,22 sekundy. Na podium zawodów tego cyklu jedyny raz stanęła 8 lutego 1969 roku w Vipiteno, kończąc rywalizację w slalomie na drugiej pozycji. W zawodach tych rozdzieliła swą siostrę Judy Nagel i Francuzkę Florence Steurer. W kolejnych startach jeszcze jeden raz była blisko podium: 23 stycznia 1969 roku w Saint-Gervais ponownie była czwarta w slalomie. W sezonie 1968/1969 zajęła 15. miejsce w klasyfikacji generalnej, w klasyfikacji slalomu była ósma.
Nie startowała na igrzyskach olimpijskich ani mistrzostwach świata.
Jej siostra, Judy, także uprawiała narciarstwo alpejskie.

## Osiągnięcia

### Puchar Świata

#### Miejsca w klasyfikacji generalnej
- sezon 1967/1968: 25.
- sezon 1968/1969: 15.

#### Miejsca na podium
1. Vipiteno – 8 lutego 1969 (slalom) – 2. miejsce